# Intel Core i7
Intel Core i7 é uma família de processadores Intel para desktop e notebooks x86-64 (64 bits). A família foi lançada com microarquitetura Intel Nehalem de primeira geração sendo o  sucessor dos processadores Intel Core 2 e contou com codinomes Clarkfield (processadores de primeira geração para aparelhos móveis) e Bloomfield, Lynnfield (processadores para desktops de alto desempenho high-end e os de uso geral, respectivamente, ambos da arquitetura Nehalem da primeira geração).  O nome continuou com o uso da marca Core da Intel. Foi lançado oficialmente em 17 de novembro de 2008 , sendo fabricado no Arizona, Novo México. Atualmente está sob a 10º geração de processadores intitulada Comet Lake, que, assim como a Skylake utiliza litografia de 14nm, com processo de fabricação usando transistores 3D FinFET, aumentando em quase três vezes a capacidade de fabricar transistores menores para processadores comparado a primeira geração.

## QuickPath Interconnect
Criado para substituir o Front Side Bus. Funciona como uma interconexão de alta velocidade ponto a ponto. Cada processador possui seu controlador de memória (memória dedicada) e memória cache, fazendo com que os processadores comuniquem-se diretamente com o controlador de entrada e saída. Os processadores podem acessar diretamente a cache do outro, devido às interconexões entre eles, possibilitando também o fluxo de dados em ambas as direções ao mesmo tempo.
Chama-se de link a conexão entre dois dispositivos QuickPath, composta por um conjunto de sinais unidirecionais transmitidos por um dispositivo e recebidos por outro.
No soquete 1366, o QIP era responsável pelo fornecimento das vias dos controladores PCI-E e demais conexões com periféricos e controlador de ponte sul, visto que os processadores do soquete 1366 não possuíam esta tecnologia integrada até então.
A partir dos soquetes 1156, 1155, 1150, 1151 e 2011, as conexões de PCI-E foram integradas diretamente ao "DIE" do processador, dispensando o uso do controlador externo QuickPath. O número de conexões (vias) PCI-E e a versão da tecnologia (2.0 ou 3.0) podem variar de acordo com o soquete, modelo do processador e modelo de placa mãe utilizada. Todos os processadores dos soquetes 1156, 1155, 1150, 1151 e 2011 suportam PCI-E 2.0, e o suporte à PCI-E 3.0 foi implementada somente a partir da terceira geração (1155) em diante, incluindo os soquetes 1150 e 1151.

## Tique Taque
Tick-tock é um modelo adotado pela Intel para seguir as mudanças realizadas em seus processadores. "Tique" faz referência à melhoria de uma arquitetura anterior, e o "Taque" faz referência a uma nova microarquitetura. A cada 18 meses é previsto o lançamento de um "Tique" ou um "Taque", ou seja, ou se melhora uma microarquitetura já implementada ou se lança uma nova.
Exceções foram aplicadas na 5ªa e na 8ª geração, onde as séries 3ª, 4ª e 5ª geração utilizavam a tecnologia de 22nm de fabricação, e as séries 6ª, 7ª e 8ª geração, utilizando 14nm de fabricação, fazendo 1 "tique" e 2 "taque".

## Overclock
Os processadores da família Core com o K no final de seu modelo, permitem uma faixa maior de Overclock se comparado aos processadores "não K", como exemplo, os modelos i7-3770 e i7-3770k, pois, a série terminada com K possuem uma gama maior de opções do multiplicador de clock. Alguns modelos de Chipsets podem limitar a gama de configurações de Overclock.

## Canais de memória
Os processadores i7 de soquete 1366 possuem três canais de memória (até 6 slots de memória por processador), sendo os soquetes 1366, 2011 v1 e v2 compatíveis somente com DDR3. Os modelos compatíveis com LGA2011 v1 e v2 podem suportar até 4 canais de memória (8 slots no total por processador).
Os soquetes 2011 v3 possuem suporte ao novo padrão de memórias DDR4, atribuindo a este uma vantagem de usar pentes de maiores capacidades e maiores taxas de transferências, com consumo relativamente menor de energia, também oferecendo a opção de 4 canais de memória DDR4 (8 slots de memória no total por processador).
Alguns fabricantes podem disponibilizar placas com 2 ou mais processadores na mesma placa mãe para os soquetes 1366 e 2011 (v1, v2 ou v3). Neste caso, as opções de slots memória podem aumentar, permitindo uso de mais de 8 slots na mesma placa mãe, entretanto, cada grupo de memória é controlado unicamente pelo seu respectivo processador.
Os modelos de soquete 1156, 1155, 1150 e 1151 são compatíveis somente com 2 canais de memória (total de 4 slots). Os processadores do soquete 1151 (6ª e 7ª geração) são compatíveis com memórias DDR3 e DDR4, entretanto, o suporte ao tipo de memória a ser utilizado pode variar de acordo com o slot de memória utilizado pela placa mãe. Estes soquetes, no entanto, não oferecem configuração de placas mãe de múltiplos processadores.

## Evolução do produto
O Core i7 950 e o Core i7 975 Extreme Edition foram introduzidos em março de 2009 com preços semelhantes aos preços do 940 e 965 Extreme Edition, respectivamente, mas com melhor desempenho em cada caso. A Intel tem agendada a interrupção do 940 e 965XE para Q3 2009.

## Lynnfield
Lynnfield é o primeiro processador vendido sobre a marca Core i7, e ao mesmo tempo, sendo vendido como Core i5. Ao contrário de Bloomfield, não tem uma interface QPI mas se conecta diretamente à ponte-sul e outros dispositivos que utilizam o Direct Media Interface PCI Express ligados no soquete 1156. O Core i7 baseado no Lynnfield possui HT (Hyper-Threading), que é desativado em processadores Core i5 Lynnfield.

## Litografia
Com a evolução das arquiteturas, as novas séries tentem a trazer novas melhorias no seu projeto, oferecendo maiores desempenhos e maior eficiência no consumo energético. Uma característica que contribui para as melhorias dos processadores é a evolução da litografia, que permite o uso de transistores menores, mais econômicos em questão de consumo de energia, proporcionando circuitos mais rápidos e eficientes. A primeira família da série Intel Core i7 foi lançada com a litografia de 45nm, seguido pela segunda geração (32nm), terceira geração (22nm), quarta geração (22nm), quinta geração (14nm), sexta geração (14nm) e sétima geração (14nm).